# Мінерали фреатичні
Мінерали фреатичні (рос. минералы фреатические, англ. phreatic minerals; нім. phreatische Minerale n pl) — мінерали, що утворилися у зв'язку з метаморфічними процесами.